# Lespesia xychus
Lespesia xychus är en tvåvingeart som först beskrevs av Walker 1849.  Lespesia xychus ingår i släktet Lespesia och familjen parasitflugor.
Artens utbredningsområde är Jamaica. Inga underarter finns listade i Catalogue of Life.